# Савицький (Савінський, Савинський) Леонід
Леонід Савицький (Савінський, Савинський) (пом. лютий 1918, Бердичів) — український військовий діяч, хорунжий, сотник артилерії, командир гарматної батареї Запорізького корпусу Армії Української Народної Республіки.

## Життєпис
Останнє звання у російській армії — капітан.
В Українському Війську мав звання хорунжий та сотник.
Героїчно загинув у бою проти червоних поблизу Бердичева у лютому 1918 р. (після бою на тілі нарахували 27 багнетних ран). Його іменем було названо 1-шу Запорізьку батарею Армії УНР.
Похований на Аскольдовій могилі у Києві.
| “...В цьому бою вдалося Болбочанові відбити назад батерію, залишену завдяки Мацюкові. Біля неї знайдено тіла по звірськи вбитих сотника Савінського і його козаків. Всіх їх, як виявилося при огляді, по звірськи замучено. В сотника Савінського обрубано пальці на руках, оскальповано голову і зідрано шкіру на руках. Тіла цих героїв забрано до ешелону і пізніше поховано в Київі на Аскольдовій могилі. Батерію з того часу іменовано: "1-ша батерія ім. Савінського".[3] |

## Вшанування пам'яті
- Провулок Сотника Савінського в місті Житомир[4].